# 슬라브코 골루자
슬라브코 골루자(크로아티아어: Slavko Goluža, 1971년 9월 17일~)는 크로아티아의 핸드볼 선수, 지도자로 포지션은 센터백, 레트트백이다. RK 메트코비치에서 선수 생활을 시작했으며, 1992년에 RK 자그레브로 이적하여 1992년과 1993년에 EHF 챔피언스리그를 제패했다. 이후 독일 분데스리가의 TuS 네텔슈테트뤼베크, 프랑스 리그의 파리 생제르맹. 헝가리 리그의 KC 베스프렘에서 활약했다. 1992년부터 2005년까지 크로아티아 국가대표 선수로 활약했으며, 1996년과 2004년 하계 올림픽에서 금메달을 획득했다. 또한 세계 선수권 대회 1회 우승, 2회 준우승, 유럽 선수권 대회에서 동메달 1개를 획득했다.
은퇴 후 지도자가 되어 크로아티아 대표팀 코치를 맡았으며, 2008년에 크로아티아 프리미어리그 핸드볼 클럽인 RK 시스치아의 지휘봉을 잡으며 첫 감독 생활을 시작했다. 이후 2010년에 크로아티아 대표팀 감독으로 발탁되어 2012년 하계 올림픽 동메달 획득에 기여했다.